# Marktredwitz

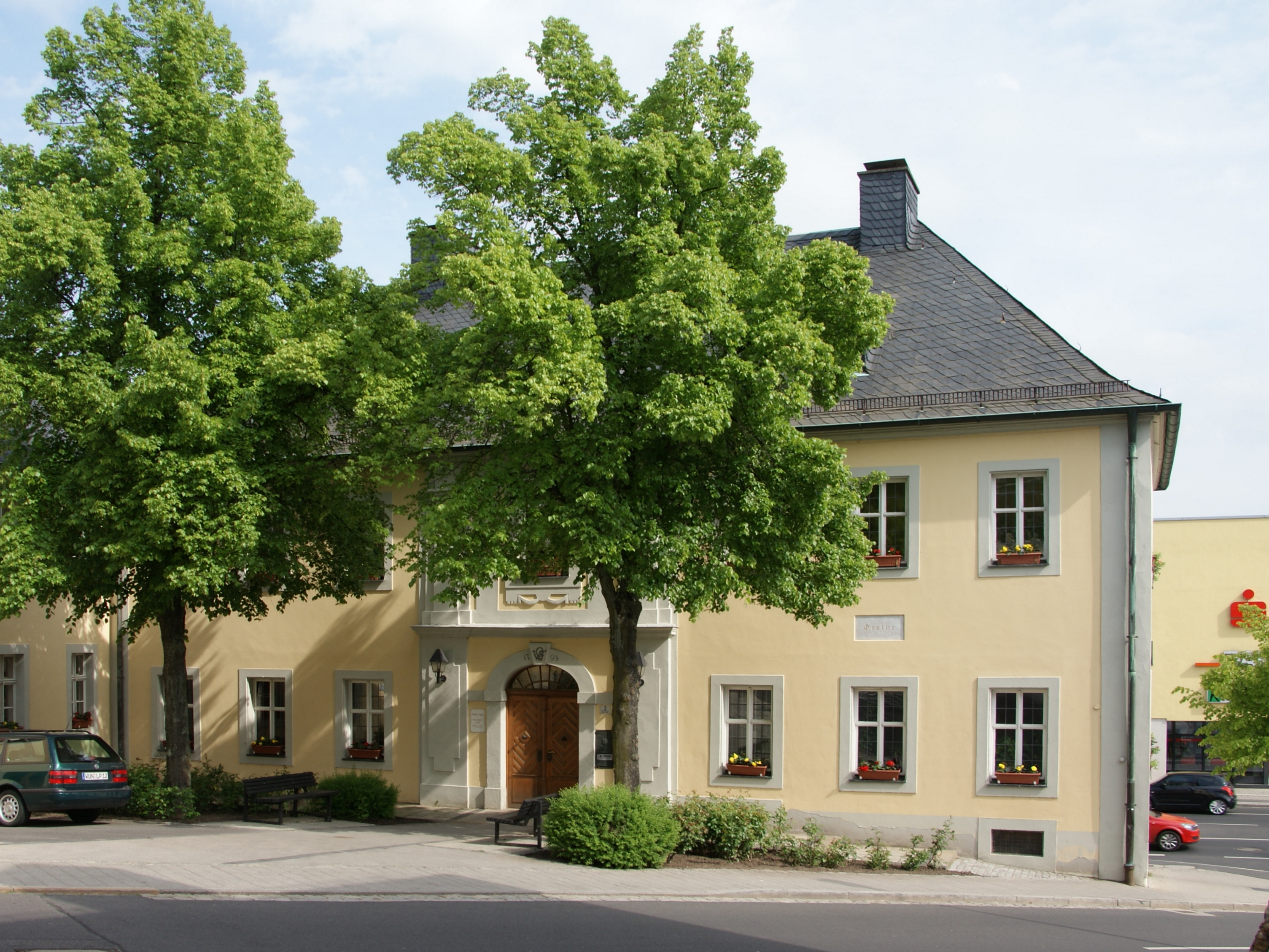
Nová radnice.

Marktredwitz (česky Ředvice či Trhová Ředvice) je německé město v bavorském zemském okrese Wunsiedel im Fichtelgebirge. Je zároveň největším městem tohoto okresu se statusem velké okresní město.

## Geografie
Marktredwitz leží v údolí a na úbočích kopců vrchoviny Smrčiny, mezi vrchy Steinwald a Kösseine, přibližně 15 kilometrů od hranic s Českou republikou.

### Místní části
| - Brand - Breitmühle - Dörflas - Fridau - Glashütte - Grafenstein - Grünitzmühle - Haag - Hammerberg - Haingrün | - Katharinenhöhe - Korbersdorf - Leutendorf - Lorenzreuth - Manzenberg - Meußelsdorf - Miedelmühle - Neu-Haag - Oberredwitz - Oberthölau | - Pfaffenreuth - Reutlas - Rößlermühle - Unterthölau - Thölau - Wölsau - Wölsauerhammer - Wuttigmühle - Ziegelhütte |

## Historie
Slovanské osídlení území je doloženo archeologickými nálezy ze 6.–11. století. Osada Marktredwitz je v historických pramenech poprvé zmíněna v roce 1140, tehdy ještě pod označením Redwitz (slovanské Radewitze). Místní vládnoucí šlechtou byli páni z Redwitz. Císař Ludvík Bavor předal Redwitz roku 1339 klášteru cisterciáků z Waldsassen. Ten však již o dva roky později prodal obec svobodnému říšskému městu Cheb, s nímž patřilo jako součást českých korunních zemí pod Rakouskou říši.
Roku 1816 se stalo Redwitz majetkem Bavorského království, které ho s Rakouskem vyměnilo za město Vils. V roce 1907 Redwitz obdrželo městská práva a změnu tržního titulu Markt Redwitz na současný název města Marktredwitz. dalším rozrůstáním měst Marktredwitz a Waldershof se jejich hranice k sobě přibližovaly, až vytvořily aglomeraci s přibližně 23 000 obyvateli. Prostor Wunsiedel – Marktredwitz – Waldershof je největší přesregionální aglomerací a centrem regionu. V rámci územní reformy z roku 1972 ztratilo Marktredwitz svůj výhodný statut samosprávného města a bylo včleněno do zemského okresu Wunsiedel im Fichtelgebirge. Marktredwitz je v současné době největším městem zemského okresu a jako jakési odškodnění za ztrátu samosprávy získalo Marktredwitz (stejně jako město Selb) status velké okresní město. 
V roce 2006 se Marktredwitz spojilo s českým městem Cheb, a vytvořilo ojedinělý projekt – mezistátní Krajinou výstavu. V rámci této výstavy byly revitalizovány prostory v Marktredwitz i v Chebu.

### Průmysl
V roce 1788 byla otevřena Chemická továrna Marktredwitz (CFM), jedna z prvních ve střední Evropě. Roku 1872 byla otevřena Benkerova tkalcovna (Buntweberei Benker), jejíž budovy se dochovaly ve Fabrikstrasse.
V roce 1985 byl zjištěn únik škodlivých látek do půdy a vody, především rtuti. Chemická továrna byla uzavřena a město započalo s nápravou škod. Dnes se na sanované půdě nachází nákupní centurm (Kösseine-Einkaufszentrum, KEC).

## Památky
Město vyniká svým historickým urbanistickým konceptem tržní uliční osady, v níž jsou hlavní stavební památky soustředěny na podélné ose původní hlavní průjezdní komunikace včetně náměstí.
- Stará radnice – založena roku 1384 jako hrad, přestavěna koncem 15. a v 16. století (arkýř)
- Nová radnice – klasicistní budova z roku 1794, původně obytný dům továrníka W. C. Fikentschera. Zachována pamětní síň, v níž bydlel Johann Wolfgang von Goethe při návštěvě 13.–18. srpna 1822, původní výmalba, upomínkové předměty.
- St. Bartholomäus-Kirche (luteránský kostel sv. Bartoloměje) – založen roku 1384 jako hradní kaple pánů z Redwitz, přiléhající ke hradu, přestavěnému později na radnici, halová stavba s gotickým závěrem, přestavěna roku 1522 a po požárech opakovaně až do roku 1825
- Pfarrhof – fara téhož kostela, čtyřboká gotická věž dochovaná ze středověkého hradu
- St. Theresien-Kirche (Katolický kostel sv. Terezie z Ávily) – pozdně barokní jednolodní stavba z roku 1766, původně posádkový kostel rakouského vojska (na náměstí)
- Heilig Geist-Kirche (Kostel sv. Ducha, původně sv. Anny, v Oberredwitz)
- 2 věže dochovány ze středověkého městského opevnění
- hrázděné domy z 16.–18. století
- Socha sedícího českého lva se znaky měst Cheb a Marktredwitz v kartuších, barokní plastika z roku 1739 na kašně na náměstí (kopie, originál je v muzeu) – symbol Chebska (Egerlandu) jako součásti korunních zemí Království českého
- Mordstein (na Zipprothplatz) - mramorový smírčí kříž, zasazen v dlažbě náměstí na památku vraždy
- Starý a nový zámek – místní část Lorenzreuth
- Ruiny hradu v místní části Oberredwitz

## Muzea
- Egerland-Kulturhaus (Kulturní dům Chebska) byl roku 1946 zřízen jako hlavní kulturně politické centrum sudetských Němců vysídlených z Čech. Po roce 1989 jeho ideologická úloha skončila a nyní jeho hlavní činnost řídí Muzeum Chebska (Egerland-Museum), jež má bohaté sbírky uměleckého řemesla a lidové kultury Chebska, především sklo, porcelán, cín, lidové kroje, podmalby na skle, grafiku a betlémy. Pořádá sezónní výstavy. Roku 2000 byla přistavěna novostavba oddělení multimédií; sídlí zde také městská knihovna.

## Doprava

### Silnice
Marktredwitz má přímé napojení na dálnici A 93 Hof – Řezno. Městem také procházejí spolkové silnice B 303 a B 15.

### Železnice
Nádraží Marktredwitz je důležitý železniční uzel a přestupní stanice pro kombinovanou železniční a autobusovou přepravu. Nádražím prochází tratě Norimberk–Marktredwitz–Cheb a Řezno–Marktredwitz–Hof. Markredwitz má také přímá spojení do Chebu, Drážďan, Gery, Hofu, Lindau, Mnichova, Norimberku, Řezna, Schwandorfu a Weidenu.

## Partnerská města
- La Mure, Francie (od roku 1983)
- Vils, Rakousko (od roku 1992)
- Castelfranco Emilia, Itálie (od roku 1997)
- Roermond, Nizozemsko (od roku 2006)